# Steve Jordan (musiker)
Steve Jordan (født 14. januar 1957) er en amerikansk multi-instrumentalist, komponist, musical instruktør og Grammy-vindende indspilningsproducer fra The Bronx i New York City. Efter eksamen som klassisk percussionist på Fiorello H. LaGuardia High School of Music & Art and Performing Arts udgav Jordan en undervisnings-DVD for trommeslagere kaldet The Groove is Here.
Jordan er bedst kendt som trommeslager, men han har også været en del af flere bands og ensembler og har brugt en betydningsfuld mængde af sin karriere på at bakke andre kendte musikere op som sideman (en person ansat til at spille, trods personen ikke er en fast del af bandet), såvel som studiemusiker. Han har i senere tid fået opmærksomhed som medlem, sangskriver og producer ved Keith Richards and the X-pensive Winos, og senere i John Mayer Trio. Kort efter brugte han en betydelig del af sin karriere med at bakke store navne op (heriblandt Eric Clapton med at turnere med sit band), turnere og optage med andre i studie, mens han fortsatte med et travlt program som musikproducer.

## Biografi

### Tidlige liv
Steve Jordan var en ivrig musiker i en meget ung alder. Så en kold vintermorgen i 1975 skete der noget, der ændrede Steve Jordans liv. En stor snestorm hærgede i New Yorks gader. Snestormen resulterede i at Radio Registry (et booking firma for studiemusikere) måtte droppe at få fat i alle topprofessionelle musikere, som ikke boede i New York (heriblandt den dengang uerstattelige Steve Gadd) til at spille de allerede planlagte gigs, eftersom de var ude af stand til at komme ud af deres indkørsel. Men showet måtte fortsætte så de måtte få fat i nogle af de B- og C-listede musikere. Det var her Jordans telefon begyndte at ringe.
Den unge, ukendte Steve Jordan svarede alle opkald, tog sine nylig investerede Moon Boots (snestøvler) på og kæmpede sig igennem snemasserne for at lave alle gigs – hele 6 gigs på den ene eftermiddag – og spillede for fulde hammer for at imponere alle de store producere, som han ellers aldrig ville have mødt. Selvom han tæskede sig vej gennem succesen den eftermiddag, forstod han ikke selv hvor meget den dag ville betyde for ham, og hvilket skub i karrieren den havde givet ham. Telefonen holdt ikke op med at ringe fra den dag af. Han ville blot svare, og derfra gik tingene hurtigt!

### Voksne liv
Der er ikke mange trommeslagere i verden der kan prale med et CV som Steve Jordans. Fra at bestå eksamen på Fiorello H. LaGuardia High School of Music & Art and Performing Arts, at slutte sig til Stevie Wonders band som teenager, senere at lande i et gig for Saturday Night Live, at støtte Belushi og Akroyd i Blues Brothers, til at blive den første trommeslager i bandet "Worlds Most Dangerous Band" (senere kendt som "CBS Orchestra") i Late Night med David Letterman (et amerikansk comedy-talkshow på NBC), hvilket varede fra 1982-1986 (bandet blev ledet af Paul Shaffer, som spillede keyboard), er vej til tops der imponerer.
Steve skulle indspille i stedet for Charlie Watts på The Rolling Stones’ 18. studiealbum Dirty Work. Her skabte Steve et venskab med Keith Richards, som han senere arbejdede sammen med i Keith Richards And The X-Pensive Winos, hvor Steve var både trommeslager og producer. Efterfølgende kom den alenlange liste over top-artisterne som Steve enten havde spillet trommer med, produceret for, eller (som oftest) begge dele: Bruce Springsteen, Bob Dylan, Neil Young, B.B. King, Alicia Keys, John Scofield, Herbie Hancock, Sonny Rollins, James Brown osv.

## John Mayer Trioen
Jordan er et medlem af John Mayer Trioen, en blues rock power trio der består af Jordan på trommer og baggrunds vokal, Pino Palladino på bas og John Mayer på guitar og lead vokal. Bandet blev grundlagt i 2005 af John Mayer som en afvigelse fra hans pop-akustiske karriere. Trioen udgav albummet Try! den 22. november, 2005. Det elleve numre live-album er med coversange, heriblandt ”Wait Until Tomorrow” af Jimi Hendrix, og ”I Got A Woman” af Ray Charles, to sange fra Mayer’s soloalbum Heavier Things, så vel som nye sange skrevet af John Mayer, foruden tre sange skrevet af Steve Jordan, Pino Palladino. Det var ”Good Love Is On The Way”, ”Vultures” og ”Try”. Steve Jordan og John Mayer var også sammen om at producere albummet på Columbia Records.
Trioen spillede desuden den 8. december 2007 i Los Angeles på L.A. Live Nokia Theatre for den 1. årlige helligdags velgørenhedsrevy, som rejste penge til forskellige Los Angeles-relaterede velgørenhedsinstitutioner. DVD/CD udgivelsen blev betitlet ”Where The Light Is: John Mayer Live in Los Angeles.” med Palladino på bas og Jordan på trommer.
Jordan arbejdede senere sammen med Mayer og Charlie Hunter med at skrive ”In Repair”, det elvte nummer fra John Mayers album Continuum fra 2006. Jordan var også med på Mayer’s seneste album, Battle Studies. Der findes 3 videoer på Youtube, hvor man kan se turen i studiet.

## Keith Richards and the X-pensive Winos
Jordan indspillede trommer, sammen med Anton Fig der også blev undervist af Paul Shaffer i World’s Most Dangerous Band, på The Rolling Stones’ album Dirty Work fra år 1986, da Charlie Watts stadig var ude af stand til at indspille på grund af sit stofmisbrug i 1980’erne. Keith Richards hyrede efterfølgende Jordan til at spille på Aretha Franklins cover af ”Jumpin’ Jack Flash” til en film af samme navn.
Ifølge Keith, pressede Jordan ham til at deltage i en opkommende dokumentarfilm af Taylor Hackford, Hail! Hail! Rock ’n’ Roll (en hyldest til Chuck Berry), på vej hjem fra den session i Detroit, hvor de indspillede med Aretha Franklin. Keith havde håbet på at kunne inddrage Charlie Watts i projektet, men da det var sikkert at det ikke kunne gennemføres, blev Jordan hyret og han dukkede op i mange scener med Berry og Keith. I denne dokumentar deltog bl.a. Eric Clapton, Robert Cray, Etta James, Johnnie Johnson, Bobby Keys, Julian Lennon, Linda Ronstadt and Joey Spampinato.
Succesen med dette projekt førte til Jordans medlemskab i Keith Richards and the X-pensive Winos, et band der turnerede og i 1988 og 1992 optog henholdsvis Talk Is Cheap og Main Offender med Keith Richards. Faktisk medproducerede Jordan alle numrene og blev krediteret for at skrive sangene med Keith. En af sangene de arbejdede sammen om kom på Billboard Hot 100 igennem The Rolling Stones’ udgave af albummet Steel Wheels i 1989: ”Almost Hear You Sigh” der blev nummer 50 i USA og 31 i Storbritannien det år i december.

## Diskografi

### Studiealbum
- 1978: Briefcase Full of Blues (The Blues Brothers) – Trommer og baggrundsvokal på alle spor.
- 1979: Morning Dance (Spyro Gyra) – Trommer på spor 2, 5, 6.
- 1980: Carnaval (Spyro Gyra) – Trommer på spor 4 og 8.
- 1980: Made In America (The Blues Brothers) – Trommer og baggrundsvokal på alle spor.
- 1982: The Nightfly (Don Fagen) – Trommer på det 8. spor – "Walk Between Raindrops".
- 1983: City Kids (Spyro Gyra) – Trommer på spor 4 og 7.
- 1986: Dirty Work (The Rolling Stones) – Trommer i stedet for Charlie Watts.
- 1988: Talk Is Cheap (Keith Richards) – Trommer, slagtøj og baggrundsvokal på alle numre og producerede med Keith.
- 1992: Main Offender (Keith Richards) – Trommer, slagtøj, vokal og orgel på alle numre og producerede med Keith og Waddy Wachtel.
- 2003: Heavier Things (John Mayer Trio) – Trommer på spor 3, 4 og 5.
- 2006: Continuum (John Mayer Trio) – Trommer og slagtøj på spor 1, 2, 5, 8, 10, og 11 og producer med John Mayer.
- 2009: Battle Studies (John Mayer Trio) – Trommer og slagtøj på alle spor og producer med John Mayer.

### Soundtracks
- 1980: The Blues Brothers (The Blues Brothers) – Trommer på hele soundtracket.

### Live album
- 2008: Where The Light Is: John Mayer Live in Los Angeles DVD/CD (John Mayer Trio)

### DVD'er
- 1987: Hail! Hail! Rock 'n' Roll dokumentarfilm (en hyldest til Chuck Berry) – Trommer
- 2002: The Groove Is Here undervisnings-DVD – Trommer

## Udstyr
Steve Jordan spiller signatur Yamaha trommer og Paiste bækkener. Han har sine egne signatur trommestikker fra Vic Firth.
Akustiske trommer: Yamaha Maple Custom
MSD-1315 14”x6.5” lilletromme. MBD-1324 24”x16” stortromme.
MTT-1312J 12”x8” tam. MFT-1314 14”x14” gulvtam. MFT-1318 18”x16” gulvtam.
MSD-1365SJ (SJ står for Steve Jordan) 13”x6.5” Steve Jordan Signatur Snare Drum Club Jordan Cocktail Drum System (signatur-lilletrommen).
Paiste:
- 2 x 17" Signature Traditional Thin Crash som hi-hats
- 2 x 17" Signature Dark Energy Crash Mark I
- 2 x 20" Traditionals Light Ride
- 20" 2002 Paperthin Crash
- 22" Traditionals Light Ride

Trommestikker: Steve’s signaturstikker er lette og lange for fantastisk berøring og lyd omkring trommerne og bækkenerne. Trommestikkerne er lavet i hickorytræ (nordamerikansk valnøddetræ). Diameter = 0.525”. Steve Jordan har snakket om hvordan de er at bruge i et videointerview for Vic Firth.

## Fodnoter
1. 1 2  "Drumcity". Jeppe 'Jepski' Hjorth. Arkiveret fra originalen 4. marts 2016. Hentet 2010-02-15.
2. ↑  "Colorado's Jazz Link Enterprises". Arkiveret fra originalen 6. september 2008. Hentet 2010-01-29.
3. 1 2  "Vic Firth Artist: Steve Jordan". Vic Firth: Verdens største producent af trommestikker og køller. Arkiveret fra originalen 17. januar 2010. Hentet 2010-01-29. {{cite web}}: Teksten "publisher: Vic Firth Incorporated" ignoreret (hjælp)
4. ↑  "Drummerworld - The Groove Is Here". Bernhard Castiglioni. Hentet 2010-02-13.
5. 1 2 3  [[[:en:Steve Jordan (musician)|Steve Jordan (musician)]] "Den engelske artikel"]. fra Wikipedia. Hentet 2010-02-13. {{cite web}}: Tjek |url= (hjælp)
6. ↑  "1. studievideo". Hentet 2010-02-02.
7. ↑  "2. studievideo". Hentet 2010-02-02.
8. ↑  "3. studievideo". Hentet 2010-02-02.
9. ↑  "IMDB - Chuck Berry, Hail! Hail! Rock 'n' Roll". Hentet 2010-02-15.
10. ↑  "Yamaha's præsentering af Steve Jordan Cocktail Kit". Arkiveret fra originalen 20. oktober 2010. Hentet 2010-02-02.
11. ↑  "Steve Jordans setup fra Paiste's officielle hjemmeside". Arkiveret fra originalen 29. maj 2009. Hentet 2010-02-02.